# Šokeda
Šokeda (hebrejsky שׁוֹקֵדָה‎, v oficiálním přepisu do angličtiny Shoqeda, přepisováno též Shokeda) je vesnice typu mošav v Izraeli, v Jižním distriktu, v Oblastní radě Sdot Negev.

## Geografie
Leží v nadmořské výšce 83 metrů na severozápadním okraji pouště Negev; v oblasti která byla od 2. poloviny 20. století intenzivně zúrodňována a zavlažována a ztratila charakter pouštní krajiny. Jde o zemědělsky obdělávaný pás přiléhající k pásmu Gazy a navazující na pobřežní nížinu.
Obec se nachází 14 kilometrů od břehu Středozemního moře, cca 76 kilometrů jihojihozápadně od centra Tel Avivu, cca 78 kilometrů jihozápadně od historického jádra Jeruzalému a 6 kilometrů západně od města Netivot. Šokedu obývají Židé, přičemž osídlení v tomto regionu je etnicky převážně židovské. 7 kilometrů severozápadním směrem ale začíná pásmo Gazy s početnou arabskou (palestinskou) populací.
Šokeda je na dopravní síť napojena pomocí lokální silnice 2422, jež severovýchodně od vesnice ústí do dálnice číslo 25.

## Dějiny
Šokeda byla založena v roce 1957. Zpočátku se vesnice pracovně nazývala Šuva Gimel ('שובה ג). V této lokalitě se původně plánoval i vznik další samostatné vesnice, pracovně pojmenované Šuva Dalet ('שובה ד), později Cumcha (צומחה). Ta ale nakonec nebyla zřízena. Dnešní název mošavu odkazuje na místní vegetaci, je odvozen od hebrejského slova „Šaked“ - mandle.
Zakladateli vesnice byla skupina cca 40 židovských rodin z Maroka, které se sem nastěhovaly 4. července 1957. Příchozí byli napojeni na náboženskou sionistickou organizaci ha-Po'el ha-Mizrachi, jež v tomto regionu zřídila celý blok nábožensky orientovaných osad (Šuva Alef - dnešní Šuva, Šuva Bet - dnes Zimrat, Šuva Gimel - dnes Šokeda, Šuva Dalet - nerealizovaná vesnice Cumcha, Šuva He - dnes Tušija, Šuva Vav - dnes Kfar Maimon, Tkuma a Jošivja). Založení této skupiny zemědělských vesnic také podporovala Židovská agentura, která se v letech 1954–1955 rozhodla zřídit nové osady v tomto regionu pro usídlení židovských přistěhovalců z Maroka. Ti nejprve pobývali v Izraeli v provizorních přistěhovaleckých táborech. V nové osadě nejprve obyvatelé čelili složitým ekonomickým podmínkám. Teprve roku 1973 byly zbořeny původní ubikace, ve kterých tu žili.
Místní ekonomika je založena na zemědělství (pěstování citrusů a zeleniny, chov drůbeže, ovcí a koz). Většina obyvatel ale za prací dojíždí mimo obec. V mošavu funguje nová synagoga, mikve a společenské centrum. Poblíž se nachází lesní komplex, ve kterém kvetou rozsáhlé porosty sasanek.

## Demografie
Obyvatelstvo mošavu je nábožensky orientované. Podle údajů z roku 2014 tvořili naprostou většinu obyvatel v Šokeda Židé - cca 300 osob (včetně statistické kategorie "ostatní", která zahrnuje nearabské obyvatele židovského původu ale bez formální příslušnosti k židovskému náboženství, cca 400 osob).
Jde o menší obec vesnického typu s dlouhodobě rostoucí populací. K 31. prosinci 2014 zde žilo 351 lidí. Během roku 2014 populace stoupla o 2,0 %.
| Rok            | 1961 | 1972 | 1983 | 1995 | 2001 | 2003 | 2004 | 2005 | 2006 | 2007 | 2008 | 2009 | 2010 | 2011 | 2012 | 2013 | 2014 |
| -------------- | ---- | ---- | ---- | ---- | ---- | ---- | ---- | ---- | ---- | ---- | ---- | ---- | ---- | ---- | ---- | ---- | ---- |
| Počet obyvatel | 190  | 326  | 259  | 199  | 179  | 175  | 187  | 197  | 224  | 255  | 273  | 265  | 277  | 277  | 293  | 292  | 351  |